# フアン・シモン
フアン・シモン（Juan Ernesto Simón, 1960年3月2日 - ）は、アルゼンチン・サンタフェ州ロサリオ出身の元同国代表サッカー選手である。ポジションはディフェンダー（センターバック）。

## 経歴

### クラブ
シモンは地元のロサリオを本拠地とするニューウェルズ・オールドボーイズの下部組織で育ち、1977年にトップチームに昇格すると直ぐにレギュラーに定着した。
1983年、ディヴィジオン・アンのASモナコへ移籍し、1984-85シーズンのクープ・ドゥ・フランス優勝に貢献した。モナコではリーグ最高のリベロという評価を受けるなどキャリアの集大成となったが、その後は膝の十字靭帯を損傷するなど怪我が重なった。1986年、ディヴィジオン・ドゥのRCストラスブールへ移籍し、1987-88シーズンのディヴィジオン・ドゥ優勝に貢献した。
1988年、母国のボカ・ジュニアーズへ移籍すると同年9月18日に行われたCAリーベル・プレート戦でデビュー。国内では1992年のトルネオ・アペルトゥ―ラ（前期リーグ）優勝、国際舞台では1989年のスーペルコパ・スダメリカーナや1990年のレコパ・スダメリカーナや1992年のコパ・マステル・デ・スーペルコパや1993年のコパ・オーロの優勝に貢献した。ボカでは通算218試合に出場し、1994年に現役引退した。

### 代表
1979年にセサル・ルイス・メノッティの率いるアルゼンチンユース代表に招集され、同年夏に日本で開催された1979 FIFAワールドユース選手権に出場。チームメイトのディエゴ・マラドーナ、ラモン・ディアス、オズヴァルド・エスクデロ、ガブリエル・カルデロンらと共にアルゼンチンの優勝に貢献した。
1980年、メノッティが監督を務めるA代表に初招集され、所属クラブでも好調なプレーを維持していたが1982年にスペインで開催された1982 FIFAワールドカップでは最終登録メンバーから落選した。また、メノッティの後任として監督に就任したカルロス・ビラルドの下では長らく代表に招集されることはなかった。
1989年12月21日、敵地のカリアリで行われたイタリア代表との国際親善試合で代表への復帰を果たし、リベロを務めるとビラルドから合格点の評価を受けた。この試合の後に代表への定着を果たし、1990年6月から7月にかけてイタリアで開催された1990 FIFAワールドカップでは守備の中心選手として準優勝に貢献した。

## 個人成績

### 代表での成績
出典
| アルゼンチン代表 | 国際Aマッチ | 国際Aマッチ |
| 年               | 出場        | 得点        |
| ---------------- | ----------- | ----------- |
| 1980             | 1           | 0           |
| 1981             | 0           | 0           |
| 1982             | 0           | 0           |
| 1983             | 0           | 0           |
| 1984             | 0           | 0           |
| 1985             | 0           | 0           |
| 1986             | 0           | 0           |
| 1987             | 0           | 0           |
| 1988             | 0           | 0           |
| 1989             | 1           | 0           |
| 1990             | 11          | 0           |
| 合計             | 13          | 0           |